# Bankhaus Hardy & Co.

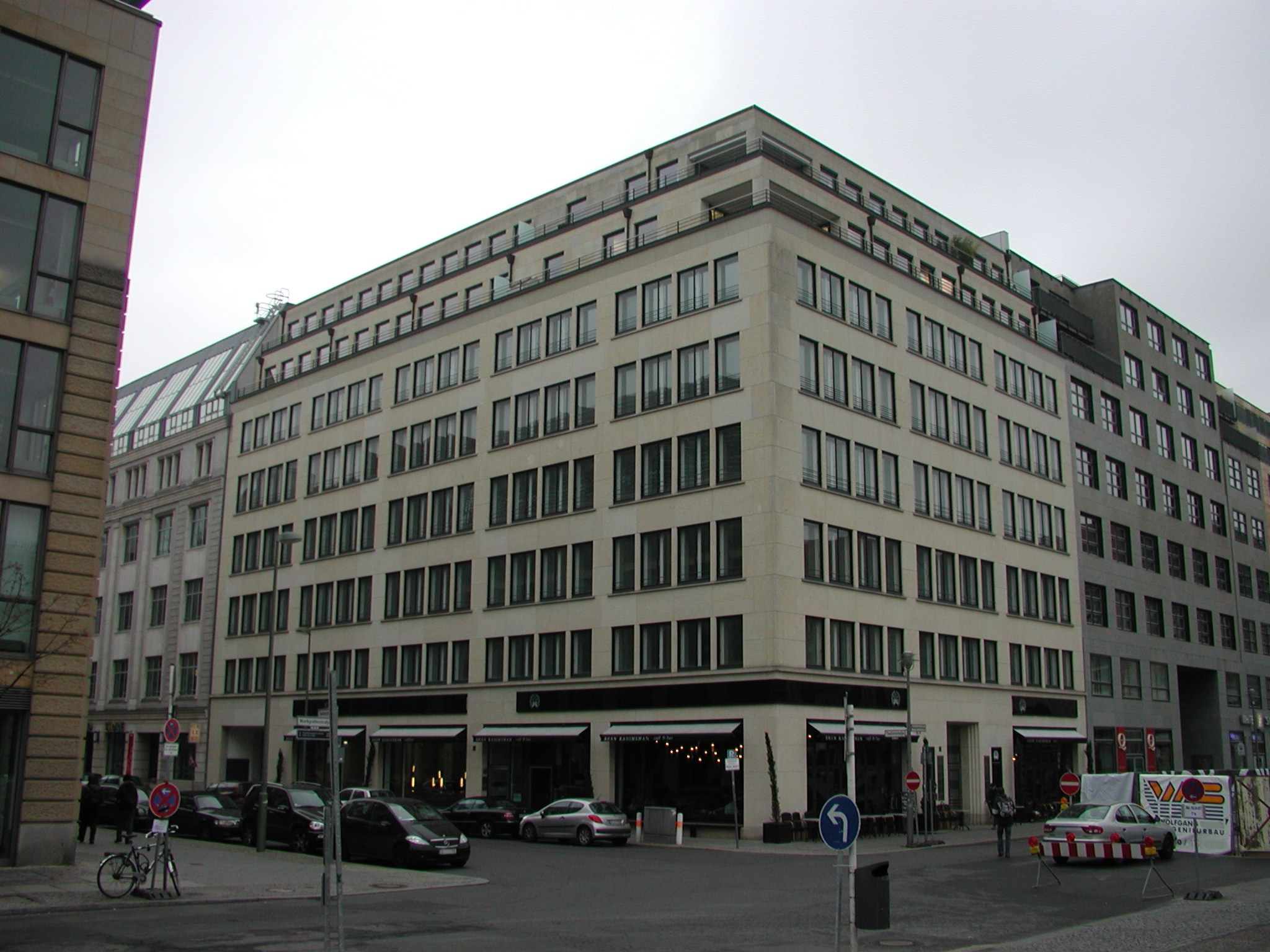
1994–96 neugebautes Gebäude am Standort des ehemaligen Bankhauses Hardy & Co. in der Markgrafenstraße

Bankhaus Hardy & Co. war eine bedeutende Berliner Privatbank, die mit Unterbrechung von 1881 bis 1997 bestand.

## Geschichte
Die aus Hamburg stammenden Brüder James Nathan Hardy und Ludwig Nathan Hardy gründeten 1881 an der Behrenstraße 2 im Berliner Bankenviertel das Bankhaus Hardy & Co. Zuvor waren sie in London Mitinhaber des Bankhauses Hardy Nathan & Sons gewesen. In England hatten die Nathans auch ihren zweiten Vornamen Hardy zu ihrem Familiennamen gemacht. 1899 wurde die Bank in eine GmbH umgewandelt und Fritz Andreae zu einem ihrer Geschäftsführer bestellt. Die Rheinisch-Westphälische Disconto-Gesellschaft zu Aachen beteiligte sich mit einer großen Einlage am Grundkapital der Bank. Mit der Übernahme der Rheinisch-Westphälischen Disconto-Gesellschaft durch die Dresdner Bank 1917 wurde jene Anteilseigner. 1936 folgte eine Erhöhung des Dresdner Bank-Anteils auf mehr als 90 Prozent.
Die Bank verlegte 1896 ihren Sitz in die Behrenstraße 4, 1906 in die Markgrafenstraße 45 und 1913 in die Markgrafenstraße 36 / Taubenstraße 19. Letzteres Gebäude wurde von dem Architekten Heinrich Rosskotten entworfen. 1938 war das Bankhaus am Geldtransfer beim Verkauf des Geschäftes von Karl Amson Joel an Josef Neckermann beteiligt. Durch Kriegseinwirkungen stark beschädigt, wurde es in den frühen 1950er Jahren repariert und von der Akademie für Gesellschaftswissenschaften der DDR genutzt. In den späten 1990er Jahren entstand an der Stelle ein kompletter Neubau, der sogenannte Markgrafenblock.
1950 wurde die Bank in Frankfurt am Main, nachdem ein Versuch in Hannover gescheitert war, wiedergegründet. 1976 wurde sie mit der ebenfalls zur Dresdner Bank-Gruppe gehörende Sloman Bank KG aus Hamburg zur Hardy-Sloman Bank GmbH fusioniert, die 1978 in eine bedrohliche Schieflage geriet, ausgelöst durch entsprechenden Wertberichtigungsbedarf im Kreditportfolio der Sloman Bank. 1980, nur wenige Monate vor dem hundertsten Jahrestag ihres Bestehens, musste die Traditionsbank ihre Filialen schließen. Vergeblich hatte die Dresdner Bank mit Kapitalspritzen die vor Jahren mehrheitlich übernommene Privatbank zu sanieren versucht. 
1991 wurde die Bank nach einigen Jahren der Unterbrechung als Hardy & Co. Privatbankiers wiedereröffnet, um für vermögende Kunden der Dresdner Bank-Gruppe Private Banking unter dieser Marke anzubieten. 1997 wurde Hardy & Co. 
unter der Bezeichnung Dresdner Bank Private Banking in die Dresdner Bank integriert.